# Simplet
Pour le nain, voir Sept nains (Disney).
Pour plus de détails, voir Fiche technique et Distribution.
Simplet est un film français réalisé par Fernandel et sorti en 1942

## Synopsis
Miéjour et Rocamour, deux proches villages provençaux, sont séparés depuis des lustres par les haines et les jalousies respectives que se vouent leurs habitants. Simplet, le « fada » du village de Miéjour, semble porter chance à ses concitoyens alors qu'à Rocamour rien ne va plus entre les administrés. Bientôt, les deux bourgades vont se disputer Simplet qui saura finalement leur montrer la voie de la sagesse et du bonheur.

## Fiche technique
- Titre : Simplet
- Réalisation : Fernandel
- Coopération technique : Carlo Rim
- Scénario, adaptation, dialogues : Carlo Rim, Jean Manse
- Photographie : Armand Thirard
- Montage : Christian Gaudin
- Décors : André Andréieff
- Musique : Roger Dumas
  - Parolier : Jean Manse
  - Chansons : On m'appelle Simplet, Chanson du suicide
- Conseiller technique : Christian Gaudin
- Son : William-Robert Sivel
- Production : Continental-Films
- Distribution : TOBIS
- Tournage du 9 février à fin mars 1942
- Format : Noir et blanc - Son mono (Western Electric Sound System) - 35 mm -  1,37:1
- Genre : Comédie dramatique
- Durée : 88 minutes
- Date de sortie : 
  - France - 11 septembre 1942

## Distribution
- Fernandel : Simplet, le « fada » de Miéjour
- Colette Fleuriot : La Cigale
- Andrex : Rascasse
- Édouard Delmont : Papet
- Georges Alban : P'tit Louis
- Henri Poupon : Mr Ventre, le maire
- Henri Arius : Le curé
- Milly Mathis : Artémise
- Maximilienne : Mlle Aimée, l'institutrice
- Charles Blavette : M. Malandron
- Jean Manse : Le chef de cabinet du ministre
- Carlo Rim : Le ministre
- Géo Georgey : Cabassus
- Charles Lavialle : Le brigadier
- Max Dalcourt : Figuette
- Edmond Castel : Tavan
- Daniel Caillat : Mariuset
- Géno Ferny : Pastouret
- Nicolas Amato : Le sculpteur
- Frédéric Mariotti : Le colporteur
- Léa Mourries : Mme Ventre
- Auguste Mourriès
- Mathilde Alberti
- Jean Daniel

## Autour du film

### Chanson
Ce film est surtout lié à la chanson interprétée par Fernandel (reprise plus tard par Jean Lefebvre) dénommée On m'appelle Simplet, écrite par Jean Manse et composée par Roger Dumas et dont le refrain a marqué les esprits de l'époque [réf. nécessaire] :
On m'appelle Simplet

L'Innocent du village

Doux comme un agnelet

Je mène la vie d'un sage

### Production
Ce film, sorti en 1942, ainsi qu'Adrien , sorti en 1943, a été réalise pour le compte de la société de production allemande Continental-Films.